# European Film Awards per la miglior colonna sonora
L'European Film Awards per la miglior colonna sonora viene assegnato al miglior compositore dell'anno dalla European Film Academy.

## Vincitori e candidati
L'elenco mostra il vincitore di ogni anno, seguito dai compositori che hanno ricevuto una candidatura. Per ogni compositore viene indicato il titolo del film in italiano e il titolo originale tra parentesi.

### 1980
- 1988
  - Jurij Khanon - I giorni dell'eclisse (Dni zatmeniya) (primo premio speciale)[1]

- 1989
  - Andrew Dickson - Belle speranze (High Hopes)
  - Michal Lorenc - 300 mil do nieba
  - Maggie Parke e Gast Waltzing - A Wopbobaloobop a Lopbamboom
  - Ferenc Darvas - A peso d'oro (Eldorádó)
  - Goran Bregović - Kuduz

### 1990
- 1990
  - Hilmar Örn Hilmarsson - Figli della natura (Börn náttúrunnar)

- 1992
  - Vincent van Warmerdam - De Noorderlingen

### 2000
- 2004
  - Bruno Coulais - Les choristes - I ragazzi del coro (Les choristes)
  - The Free Association - Codice 46 (Code 46)
  - Alexandre Desplat - La ragazza con l'orecchino di perla (Girl with a Pearl Earring)
  - Alberto Iglesias - La mala educación e Ti do i miei occhi (Te doy mis ojos)
  - Eleni Karaindrou - La sorgente del fiume (Trilogia: To livadi pou dakryzei)
  - Stephen Warbeck - De Zaak Alzheimer

- 2005
  - Rupert Gregson-Williams e Andrea Guerra - Hotel Rwanda
  - Johan Söderqvist - Non desiderare la donna d'altri (Brødre)
  - Joachim Holbek - Manderlay
  - Ennio Morricone - Senza destino (Sorstalanság)
  - Cyril Morin - La sposa siriana (Ha-kala ha-surit)
  - Stefan Nilsson - As It Is in Heaven (Så som i himmelen)

- 2006
  - Alberto Iglesias - Volver
  - Gabriel Yared e Stéphane Moucha - Le vite degli altri (Das Leben der Anderen)
  - Dario Marianelli - Orgoglio e pregiudizio (Pride & Prejudice)
  - Tuomas Kantelinen - Due madri per Eero (Äideistä parhain)

- 2007
  - Alexandre Desplat - The Queen - La regina (The Queen)
  - Dejan Pejovic - Guča!
  - Alex Heffes - L'ultimo re di Scozia (The Last King of Scotland)
  - Tom Tykwer, Johnny Klimek e Reinhold Heil - Profumo - Storia di un assassino (Perfume: The Story of a Murderer)

- 2008
  - Max Richter - Valzer con Bashir (Waltz with Bashir)
  - Tuur Florizoone - Moscow, Belgium (Aanrijding in Moscou)
  - Dario Marianelli - Espiazione (Atonement)
  - Fernando Velázquez - The Orphanage (El orfanato)

- 2009
  - Alberto Iglesias - Gli abbracci spezzati (Los abrazos rotos)
  - Alexandre Desplat - Coco avant Chanel - L'amore prima del mito (Coco avant Chanel)
  - Jakob Groth - Uomini che odiano le donne (Män som hatar kvinnor)
  - Johan Söderqvist - Lasciami entrare (Låt den Rätte Komma In)

### 2010
- 2010
  - Alexandre Desplat - L'uomo nell'ombra (The Ghost Writer)
  - Ales Brezina - Kawasakiho růže
  - Pasquale Catalano - Mine vaganti
  - Gary Yershon - Another Year

- 2011
  - Ludovic Bource - The Artist
  - Alexandre Desplat - Il discorso del re (The King's Speech)
  - Alberto Iglesias - La pelle che abito (La piel que habito)
  - Mihály Víg - Il cavallo di Torino (A Torinói ló)

- 2012
  - Alberto Iglesias - La talpa (Tinker Tailor Soldier Spy)
  - Cyrille Aufort e Gabriel Yared - A Royal Affair (En kongelig affære)
  - François Couturier - Io sono Li
  - George Fenton - La parte degli angeli (The Angels' Share)

- 2013
  - Ennio Morricone - La migliore offerta

- 2014
  - Mica Levi - Under the Skin

- 2015
  - Cat's Eyes - The Duke of Burgundy

- 2016
  - Ilya Demutsky - Parola di Dio ((M)uchenik)

- 2017
  - Evgueni Galperine e Sacha Galperine - Loveless (Nelyubov)

- 2018
  - Christoph M. Kaiser e Julian Maas - 3 Tage in Quiberon

### Anni 2020
- 2020:  Dascha Dauenhauer – Berlin Alexanderplatz
- 2021:  Nils Petter Molvær e  Peter Brötzmann – Große Freiheit
- 2022:  Paweł Mykietyn – EO
- 2023:  Markus Binder – Club Zero
- 2024:  Frederikke Hoffmeier – Pigen med nålen